# Oncidium caucanum
Oncidium caucanum är en orkidéart som beskrevs av Rudolf Schlechter. Oncidium caucanum ingår i släktet Oncidium och familjen orkidéer. Inga underarter finns listade i Catalogue of Life.